# W upalną noc
W upalną noc (ang. In the Heat of the Night) – amerykański film kryminalny z 1967 roku w reżyserii Normana Jewisona, zrealizowany na podstawie powieści Johna Balla. Obraz został nagrodzony Oscarem dla najlepszego filmu roku. Jeden z najgłośniejszych antyrasistowskich filmów lat 60. XX w.
Czarnoskóry detektyw z północy Stanów Zjednoczonych angażuje się w śledztwo na południu USA, w poszukiwanie zabójcy przemysłowca.

## Fabuła
W miasteczku Sparta, w stanie Missisipi, w upalną noc zostaje zabity miejscowy przemysłowiec Colbert. Kontrolujący miasteczko policjant Sam Woods w budynku dworca kolejowego natyka się na czarnoskórego Virgila Tibbsa, którego posądza o tę zbrodnię. Zabiera go do posterunku, gdzie okazuje się, że przybysz jest oficerem policji z Filadelfii, w dodatku najlepszym specjalistą do spraw zabójstw. Gillespie, szef miejscowej policji prosi go o pomoc w śledztwie. Virgil, ze względu na ciemny kolor skóry jest traktowany przez białych południowców bez sympatii i lekceważąco, jednak szybko wykrywa sprawcę.

## Obsada
- Sidney Poitier − detektyw Virgil Tibbs
- Rod Steiger − szeryf Bill Gillespie
- Warren Oates − oficer Sam Wood
- Lee Grant − pani Leslie Colbert
- Larry Gates − Eric Endicott
- James Patterson − Purdy
- William Schallert − major Webb Schubert
- Beah Richards − mama Caleba (pani Bellamy)
- Peter Whitney − oficer George Courtney
- Kermit Murdock − H.E. Henderson
- Larry D. Mann − Watkins
- Quentin Dean − Delores Purdy
- Anthony James − Ralph Henshaw
- Arthur Malet − Ted Ulam
- Scott Wilson − Harvey Oberst
- Matt Clark − Packy Harrison
- Eldon Quick − Charlie Hawthorne

## Nagrody Akademii Filmowej
| Status    | Nagroda                         | Zwycięzca/Nominowany                |
| --------- | ------------------------------- | ----------------------------------- |
| Nagroda   | Najlepszy film                  | Walter Mirisch (producent)          |
| Nagroda   | Najlepszy scenariusz adaptowany | Stirling Silliphant (scenarzysta)   |
| Nagroda   | Najlepszy montaż                | Hal Ashby (montażysta)              |
| Nagroda   | Najlepszy aktor pierwszoplanowy | Rod Steiger (szeryf Bill Gillespie) |
| Nagroda   | Najlepszy dźwięk                | –                                   |
| Nominacja | Najlepszy reżyser               | Norman Jewison (reżyser)            |
| Nominacja | Najlepsze efekty dźwiękowe      | James Richard (autor)               |